# Корета Скот Кинг
Корета Скот Кинг (Хајбергер, 27. април 1927 — Плајас де Росарито, 30. јануар 2006) била је америчка књижевница, активисткиња.
Била је кључна фигура у америчком покрету за грађанска права и супруга познатог активисте Мартина Лутера Кинга Млађег, од 1953. до његове смрти 1968. године. Као заговорница афроамеричке једнакости, она је активно учествовала у борби за расну правду током 1960-их. Поред своје улоге у покрету за грађанска права, била је и певачица која је музиком подржавала свој активизам. Кинг је упознала свог мужа док је похађала постдипломске студије у Бостону. Обојица су постали све активнији у америчком покрету за грађанска права.
Кинг је играла истакнуту улогу у годинама након убиства њеног мужа 1968. године, када је сама преузела вођство борбе за расну равноправност и постала активна у Женском покрету. Корета Кинг је основала Кинг центар и настојала да рођендан њеног супруга буде национални празник. Коначно је успела када је Роналд Реган потписао закон којим је Дан Мартина Лутера Кинга Млађег установљен 2. новембра 1983. године. Касније је проширила свој делокруг и укључила залагање за ЛГБТК+ права и противљење апартхејду. Кинг се спријатељила са многим политичарима пре и после Мартинове смрти, укључујући Џона Ф. Кенедија, Линдона Б. Џонсона и Роберта Ф. Кенедија. Њеном телефонском разговоур са Џоном Ф. Кенедијем током председничких избора 1960. године приписане су заслуге за мобилизацију афроамеричких гласача.
У августу 2005. године, Кинг је доживела мождани удар који јој је паралисао десну страну и оставио је неспособном да говори. Пет месеци касније умрла је од респираторне инсуфицијенције услед компликација од рака јајника. Њеној сахрани присуствовало је око 10.000 људи, укључујући председнике Сједињених Америчких Држава Џорџа В. Буша, Била Клинтона, Џорџа Х. В. Буша и Џимија Картера. Привремено је сахрањена у кругу Кинг Центра, а потом је сахрањена поред свог супруга. Уврштена је у Женску кућу славних Алабаме, Националну женску кућу славних, и била је прва Афроамериканка која је након смрти лежала у Капитолу државе Џорџије.
Често се назива "првом дамом покрета за грађанска права", а њена достигнућа и наслеђе остају важан део историје Сједињених Америчких Држава и ширег света.

## Детињство и образовање
Корета Скот је рођена у Хајбергеру, Алабама, као треће од четворо деце Обадија Скота (1899–1998) и Бернис Мекмари Скот (1904–1996). Рођена је у дому својих родитеља, са прабаком по оцу Делијом Скот, бившом робињом, која је била бабица. Коретина мајка Бернис постала је позната по свом музичком таленту и гласу. Њено формално образовање завршило је са четвртим разредом. Бернис Скот је радила као возач школског аутобуса, као црквени пијаниста и за свог мужа у његовом послу. Била је члан локалног клуба за књижевност.
Обадија, Коретин отац, био је један од првих црнаца у свом граду који је поседовао возило. Пре него што је покренуо сопствени посао, радио је као полицајац. Заједно са супругом, држао је продавницу одеће далеко од њихове куће. Такође је поседовао млин, који су беле комшије спалиле након што је Скот одбио да прода га белом дрвосечи. Њени бака и деда по мајци били су Моли (рођена Смит) и Мартин ван Бурен Мекмури. Обоје су били афроамеричког и ирског порекла. Моли је рођена као роб власника плантажа Џима Блекберна и Аделине (Блекберн) Смит. Коретин деда по мајци, Мартин, рођен је од роба афроамеричког и домородачког порекла и њеног белог господара, који никада није признао Мартина за свог сина. На крају је поседовао фарму од 112 хектара. Због свог различитог порекла, Мартин је изгледао као белац. Међутим, показао је презир према појму „проласка”. Као самоук читалац са мало формалног образовања, познат је по томе што је инспирисао Коретину страст за образовањем. Коретини бака и деда по оцу били су Кора (рођена Меклафлин) и Џеферсон Ф. Скот. Кора је умрла пре Коретиног рођења. Џеферсон Скот је био фармер и истакнута личност у сеоској црначкој верској заједници. Рођен је од бивших робова Вилиса и Делије Скот.
Са 10 година, Корета је радила на повећању прихода породице. Имала је старију сестру по имену Едит Скот Бегли (1924–2011), старију сестру по имену Јунис која није преживела детињство и млађег брата по имену Обадија Леонард (1930–2012). Породица Скот је поседовала фарму још од америчког грађанског рата, али није била нарочито богата. Током Велике депресије, деца су брала памук да би зарадили новац и делила спаваћу собу са родитељима.
Корета је себе описивала као дечака током свог детињства, првенствено зато што је могла да се пење на дрвеће и присећала се дечака који су се рвали. Такође је споменула да је била јача од мушког рођака и да је случајно тог истог рођака посекла секиром. Њена мајка јој је претила, и уз речи њене браће и сестара, подстакла је да се више понаша као дама, када је Корета била старија. Видела је иронију у чињеници да је упркос овим раним физичким активностима и даље била укључена у ненасилне покрете. Њен брат Обадија је мислио да је увек „покушавала да се истакне у свему што је радила.“ Њена сестра Едит је веровала да је њена личност попут њихове баке Коре Меклафлин Скот, по којој је и добила име. Иако сами нису имали формално образовање, родитељи Корете Скот су намеравали да сва њихова деца буду образована. Корета је цитирала како је њена мајка рекла: „Моја деца иду на колеџ, чак и ако то значи да имам само једну хаљину да обучем.“
Деца Скот су похађала једнособну основну школу 8 км од њихове куће и касније су пребачена аутобусом до Линколн школе, која је, иако је била 14 км од њихове куће, била најближа црначка средња школа у Мериону, Алабама, због расне сегрегације у школама. Аутобус је возила Коретина мајка Бернис, која је превозила све локалне афроамеричке тинејџере. Док је Корета започела школовање, школа Линколн је укинула школарину и наплаћивала само четири долара и педесет центи годишње. У њене последње две године, Корета Скот је постала водећи сопран за старији хор школе. Водила је хор у својој матичној цркви. Корета Сцотт је 1945. године матурирала у Линколн школи, где је свирала трубу и клавир, певала у хору и учествовала у школским мјузиклима. Уписала се на Антиох колеџ у Јелоу Спрингсу, Охајо. Након што је примљена у Антиок, аплицирала је за међурасни стипендијски фонд за финансијску помоћ. Током последње две године средње школе, Корета је живела са родитељима. Њена старија сестра Едит је већ похађала Антиок као део програма за међурасно образовање, који је регрутовао студенте који нису белци и дао им пуне стипендије, у покушају да се диверсификује историјскио бели кампус. Корета је рекла о свом првом колеџу:
Антиок је себе замишљао као лабораторију у демократији, али није имао црне студенте. Едит је постала прва Афроамериканка која је похађала Антиок на потпуно интегрисаној основи, а придружиле су јој се још две црне студенткиње у јесен 1943. године. Пионирство никада није лако, а сви ми који смо пратили моју сестру у Антиоху дугујемо јој велику захвалност.
Корета је студирала музику код Волтера Андерсона, првог небелог председавајућег академског одељења на историјско белом колеџу. Такође је постала политички активна, углавном због свог искуства расне дискриминације од стране локалног школског одбора. Постала је активна у настајању покрета за грађанска права. Придружила се огранку Националне асоцијације за унапређење обојених људи (НААЦП) и одборима за расне односе и грађанске слободе колеџа. Одбор је одбио њен захтев да своју другу годину обавезне праксе предаје у јавним школама Јелоу Спрингса, јер се Корета Скот обратила администрацији колеџа Антиок, која није хтела или није могла да промени ситуацију у локалном школском систему и уместо тога је провела другу годину запослена у лабораторији колеџа. Поред тога, отприлике у то време, Корета је радила као дадиља за породицу Литгоу, чувајући, касније истакнутог глумца, Џона Литгоуа.

## Музички конзерваторијум Нове Енглеске и Мартин Лутер Кинг Млађи
Корета се преселила из Антиока када је добила стипендију за Музички конзерваторијум Нове Енглеске у Бостону. Док је студирала певање код Мари Сунделијус, упознала је Мартина Лутера Кинга Млађег, након што је заједничка пријатељица Мери Пауел дала Кингу Коретин број телефона. Корета Скот је у почетку показала мало интересовања да га упозна, чак и након што јој је Пауел рекла да има обећавајућу будућност, али је на крају попустила и пристала на састанак. Кинг ју је назвао телефоном и када су се њих двоје лично срели, Корета је била изненађена колико је низак. Кинг би јој рекао да она има све квалитете које је тражио од жене, што је Корета одбацила, пошто су се њих двоје тек упознали. Рекла му је: „Не видим како то можеш да кажеш. Ти ме чак и не познајеш.” Али Кинг је био уверен и замолио ју је да је поново види. Она је спремно прихватила његов позив на журку викендом.
Наставила је да га редовно виђа у првим месецима 1952. године. Две недеље након што је упознао Корету Скот, Кинг је писао својој мајци да је упознао своју будућу жену. Њихови састанци су се обично састојали од политичких и расних дискусија, а у августу те године Корета је упознала Кингове родитеље Мартина Лутера Кинга Старијег и Алберту Вилијамс Кинг. Пре него што је упознала Мартина, Корета је била у везама све време у школи, али никада није имала озбиљне везе. Једном када се састала са својом сестром Едит, Корета је детаљно описала своја осећања према младом амбициозном министру и такође је разговарала о вези. Едит је могла да каже да њена сестра има легитимна осећања према њему, а такође је постала импресионирана његовим општим понашањем.
Упркос томе што је замишљала каријеру у музичкој индустрији, Корета је знала да то не би било могуће ако би се удала за Кинга. Међутим, пошто је Кинг поседовао многе квалитете које је волела у мушкарцу, открила је да је „сваким тренутком све више укључена“. На питање њене сестре шта је Кинга учинило тако „привлачним“ за њу, она је одговорила: „Претпостављам да је то зато што ме Мартин толико подсећа на нашег оца“. У том тренутку, Едит сестра је знала да је Кинг „тај“.
Кингови родитељи су га посетили у јесен и сумњали су у Корету Скот након што су видели колико је чист његов стан. Док су Кингови пили чај и јели са својим сином и Коретом, Кинг Старији је скренуо пажњу на њу и инсинуирао да њени планови о музичкој каријери не одговарају жени баптистичког свештеника. Након што Корета није одговорила на његово питање да ли је њихова романса озбиљна, Кинг Старији је питао да ли је његовог сина схватала „озбиљно“. Кинг Старији јој је такође рекао да има много других жена за које је његов син заинтересован и да има „много тога да понуди“. Након што су му рекли да и она има „много тога да понуди“, Мартин Лутер Кинг Старији и његова жена су покушали да се састану са члановима Коретине породице. Када су њих двоје добили Едитин број од Корете, ручали са њом. Током заједничког времена, Мартин Лутер Кинг Старији је покушао да пита Едит о односу између њене сестре и његовог сина. Едит је инсистирала да је њена сестра одличан избор за Мартина Лутера Кинга Млађег, али је такође сматрала да Корета не треба да се ценка за мужа.
На Дан заљубљених 1953. године, пар је објавио своје планове да се венчају у Atlanta Daily World-у. Са венчањем заказаним за јун, за само четири месеца у то време, Корета још увек није имала обавезу да се уда за Кинга и консултовала се са својом сестром у писму послатом непосредно пре Ускршњих празника. Кинг Старији је изразио огорченост што је Кинг Млађи изабрао Корету и оптужио свог сина да проводи превише времена са њом и занемарује студије. Мартин је одвео своју мајку у другу собу и испричао јој о својим плановима да ожени Корету и рекао јој исту ствар када ју је касније одвезао кући, док ју је такође прекорио што није оставила добар утисак на његовог оца. Када је Мартин изјавио да намерава да докторира и после тога ожени Корету, Кинг Старији је коначно дао свој благослов. Године 1964. у Time профилу Мартина, када је изабран за Тајмовог „Човек године“, Корета се наводи као „талентовани млади сопрано“. Била је члан сестринства Alpha Kappa Alpha.
Корета Скот и Мартин Лутер Кинг Млађи венчали су се 18. јуна 1953. године, на травњаку куће њене мајке. Церемонију је обавио Мартин Лутер Кинг Старији. Корета је уклонила завет да ће слушати свог мужа из церемоније, што је било необично за то време. Након што је дипломирала на Конзерваторијуму Нове Енглеске, преселила се са супругом у Монтгомери, Алабама, септембра 1954. године. Корета Скот кинг се присећала: „Након што смо се венчали, преселили смо се у Монтгомери, Алабама, где је мој муж прихватио позив да будем пастор баптистичке цркве Дектер Авењу. Убрзо смо се нашли усред бојкота аутобуса у Монтгомерију, а Мартин је изабран за вођу протестног покрета. Како се бојкот настављао, имала сам све већи осећај да сам укључена у нешто много веће, нешто од дубоког историјског значаја. Схватила сам да смо гурнути у први ред покрета за ослобађање потлачених људи, не само у Монтгомерију већ и широм наше земље, а овај покрет је имао импликације широм света. Осећала сам се благословеном што сам позвана да будем део тако племенитог и историјског циља."

## Покрет за грађанска права
1. септембра 1954. године, Мартин Лутер Кинг Млађи је постао пуновремени пастор баптистичке цркве Дектер Авењу. Коретина оданост циљу, док је одустала од сопствених музичких амбиција, постала је симболична за поступке Афроамериканки током покрета. Пар се убрзо након овога уселио у црквени жупни двор у улици Саут Џексон. Корета је постала члан хора и предавала у недељној школи, као и учествовала у Унији за обуку баптиста и Мисионарском друштву. Први пут се појавила у Првој баптистичкој цркви 6. марта 1955. године, где је, према Е. П. Волису, „очарала своју концертну публику“.
Прво дете Корете Скот Кинг и Мартина Лутера Кинга рођено је 17. новембра 1955. године и названо је Јоланда, на Коретино инсистирање. Након што се Мартин Лутер Кинг укључио у бојкот аутобуса у Монтгомерију, Корета Скот Кинг је често добијала претње упућене њему. До краја бојкота, Корета и Мартин су веровали у ненасилне протесте као начин изражавања, у складу са библијским учењима. Два дана након интеграције Монтгомеријеве аутобуске линије, 23. децембра, пуцњава је одјекнула кроз улазна врата куће док је породица Кинг спавала. Породица није повређена. На Бадње вече 1955. године, Корета Скот Кинг је одвела своју ћерку у кућу њених родитеља и састала се са браћом и сестрама. Јоланда је била њихово прво унуче. Мартин им се придружио следећег дана, у време вечере.
Мартин Лутер Кинг је 21. фебруара 1956. године рекао да ће се вратити у Монтгомери након што покупи Корету и њихову ћерку из Атланте, које су биле код његових родитеља. Два дана касније, Корета и Мартин Лутер Кинг су се вратили у Монтгомери. Корета је преузела активну улогу у заступању закона о грађанским правима.
Корета Скот Кинг је 3. септембра 1958. године отпратила свог мужа и Ралфа Абернатија у судницу. Мартин је ухапшен испред суднице због „лутања“ и „непокорности официру“. Неколико недеља касније, Корета Скот Кинг је посетила Мартинове родитеље у Атланти. У то време је сазнала да је избоден док је потписивао примерке своје књиге „Корак ка слободи” 20. септембра 1958. године. Корета Скот Кинг је пожурила да види свогмужа и остала са њим у болници. 3. фебруара 1959. године Корета Скот Кинг, Мартин Лутер Кинг и Лоренс Д. Редик започели су петонедељну турнеју по Индији. Њих троје су позвани на стотине догађаја. Током њиховог путовања, Корета је користила своју певачку способност да одушеви публику. Њих двоје су се вратили у Сједињене Америчке Државе 10. марта 1959. године.

### Бомбардовање куће
30. јануара 1956. године, супруга члана скупштине Корете и Декстера Роскоа Вилијамса, Мери Луси, чула је „звук цигле која удара о бетонски под предњег трема“. Корета и Мартин су отишли у задњи део куће, где је Јоланда спавала, а Корета је позвала Прву баптистичку цркву и пријавила бомбашки напад. Мартин се вратио у кућу и, након што је пронашао Корету и њихову ћерку неповређене, изашао је напоље. Суочио се са гневном гомилом његових присталица, који су донели оружје. Смирио их је импровизованим говором.
Сведок је пријавио да је белац отишао на пола пута до Кингових врата и бацио нешто пре него што је отрчао до свог аутомобила и одјурио. Ернест Волтерс, сведок, није успео да запамти регистарску таблицу. Коретин отац Оби је рекао да ће њу и њену ћерку вратити у Мерион ако их његов зет не одведе у Атланту. Корета је одбила и инсистирала да остане са својим мужем. Упркос томе што је Кинг Старији такође заговарао да она оде са оцем, Корета Скот Кинг је добила да оде са њим. Ауторка Октавија Б. Вивијан написала је „Те ноћи Корета је изгубила страх од смрти. Дубље се посветила борби за слободу, као што је Мартин учинио четири дана раније, када је први пут у животу био у затвору.“ Корета ће касније рећи да је тада први пут схватила „колико сам значила Мартину, у смислу подршке у ономе што је радио“.

### Телефонски позив Џона Ф. Кенедија
Мартин Лутер Кинг Млађи је затворен 19. октобра 1960. године. Након што је пуштен три дана касније, враћен је у затвор 22. октобра због вожње са дозволом Алабаме, док је био становник Џорџије и послат је у затвор на четири месеца. Након његовог хапшења, Корета Скот Кинг је веровала да се неће извући жив. Позвала је свог пријатеља Хариса Вофорда и плакала говорећи: „Убиће га. Знам да ће га убити.” Одмах након разговора са њом, Вофорд је контактирао Сарџента Шрајвера у Чикагу, где је председнички кандидат Џон Ф. Кенеди у то време водио кампању и рекао Шрајверовој о Коретиним страховима за њеног мужа. Након што је Шрајвер сачекао да буде сам са Кенедијем, предложио му је да позове Корету Скот Кинг.
Неко време након тога, Роберт Ф. Кенеди је обезбедио Кингово ослобађање из затвора. Кинг Старији је био толико захвалан на ослобађању да је гласао за Кенедија и рекао: „Узећу католика или самог ђавола ако ће обрисати сузе из очију моје снахе.“ Према Корети, Кенеди је рекао: „Желим да изразим забринутост за вашег мужа. Знам да вам ово мора бити јако тешко. Разумем да очекујете бебу, и само желим да знате да мислиом на Вас и др Кинга. Ако могу било шта да учиним да помогнем, слободно ме позовите." Новинари су брзо сазнали за њихов контакт, при чему је Корета признала да ју је „натерало да се осећа добро што ју је лично назвао и јавио како се осећа."

### Кенедијево председништво
Господин и госпођа Кинг су почели да поштују председника Кенедија и разумели су његову повремену уздржаност у отвореном укључивању у грађанска права. У априлу 1962. године, Корета је служила као делегат на конференцији „Жене у штрајку за мир” у Женеви, Швајцарска. Мартин ју је одвезао у болницу 28. марта 1963. године, где је Корета Скот Кинг родила њихово четврто дете, Бернис. Након хапшења Мартина Лутера Кинга Млађег 12. априла 1963. године, Корета Скот Кинг је покушала да успостави директан контакт са председником Кенедијем, по савету Вајата Ти Вокера. Успела је да разговара са Робертом Ф. Кенедијем. Председник Кенеди је био са својим оцем Џозефом П. Кенедијем, који се није осећао добро. Председник је преусмерио позив госпође Кинг на централу Беле куће.
Следећег дана, председник Кенеди је известио Корету да је ФБИ послат у Бермингем претходне ноћи и потврдио да је њен муж добро. Мартину је дозвољено да са Коретом разговара телефоном и рекао јој је да обавести Вокера о Кенедијевој умешаности. Пошто је госпођа Кинг дала своју изјаву у вези са помоћи председника, уместо да уради како јој је муж рекао и пријави Вајату Вокеру, ово је, према речима аутора Тејлор Бранч, учинило да су је извештаји приказали као „узнемирену нову мајку која је можда побркала своје фантазије о Белој кући са стварношћу.”
Корета је отишла на скуп жена у штрајку за мир у Њујорку, почетком новембра 1963. године. Након говора на састанку одржаном у Националној баптистичкој цркви, Корета Скот Кинг се придружила маршу од Сентрал парка до седишта Уједињених нација. Марш је био темпиран за прославу друге годишњице групе и прослављао успешан завршетак Споразума о ограниченој забрани нуклеарних проба. Корета и Мартин су сазнали за убиство Џона Ф. Кенедија када су извештаји првобитно указивали да је он само озбиљно рањен. Корета се придружила свом мужу на спрату и гледала како Волтер Кронкајт објављује председникову смрт. Корета Скот Кинг је после потврде седела са својим видно потресеним мужем.

### ФБИ траке
ФБИ је спроводио озбиљну кампању против Мартина Лутера Кинга Млађег, покушавајући да га дискредитује и угрози његов углед у јавности. Џон Едгар Хувер, тадашњи директор ФБИ-а, активно је радио на прикупљању компромитујућих информација о Кингу, укључујући покушаје да се открију наводне афере његовог приватног живота.
План који је подразумевао слање снимака наводних афера у канцеларију Конференције јужнохришћанског руководства, где је Корета Скот Кинг била одговорна за пошту док је Мартин био на путу, био је део тог ширег напора. Џон Едгар Хувер је чак саветовао да се траке пошаљу поштом „из неке јужне државе“. Корета, која је отворила пошту и прегледала траке, одмах је схватила шта се догађа и позвала свох мужа, „причинивши Бироу велико задовољство са тоном и тенором њених реакција.“ Када су слушали траке, иако су се чули компромитујући материјали, она је то јавности представила као „гомилу глупости”, а сама је све доживела као непотребан напад на њеног мужа.

### Џонсоново председништво
Можда најистакнутији ангажман Корете Скот Кинг био је посвећен напорном раду на усвајању Закона о грађанским правима из 1964. године. Неколико дана пре убиства Малколма Иксa, Кинг се са њим састала, а Малколм јој је том приликом рекао да није дошао у Алабаму да прави проблеме њеном мужу, већ да натера белце да више цене Кингове протесте, посматрајући их у односу на његову алтернативу. Дана 26. марта 1965. године, Кингов отац придружио се њој и њеном супругу на маршу који ће се касније завршити у Монтгомерију. Након што је видела како белци и Афроамериканци заједно певају у знак подршке њеном мужу, изјавила је да је „сагледала прави потенцијал Америке“ и назвала тај дан „највећим у читавој америчкој историји“.
Корета Скот Кинг је у јануару 1966. године у часопису New Lady критиковала сексизам у Покрету за грађанска права, истичући: „Није посвећено довољно пажње улогама које жене имају у борби. Углавном су мушкарци заузимали лидерске позиције у покрету за грађанска права, али... жене су биле његова окосница.“ Иако је била посвећена покрету, Мартин Лутер Кинг Млађи сам је ограничио Коретину улогу, очекујући од ње да пре свега буде домаћица.
У јануару 1968. године, Кинг је у Вашингтону учествовала у протесту Женски штрајк за мир, заједно са више од пет хиљада жена. Група је названа Бригада Жанет Ранкин, у част прве жене изабране у Представнички дом Сједињених Америчких Држава. Корета је такође копредседавала конференцијом Конгреса жена, заједно са Перл Вилен и Мери Кларк. Вреди напоменути да је, у једном тренутку својих активности, Мартин предложио сарадницима да организују „секс журку“.

## Убиство њеног мужа
Мартин Лутер Кинг Млађи упуцан је и убијен у Мемфису, у Тенесију, 4. априла 1968. године. Вест о пуцњави Корета Скот Кинг сазнала је након позива Џесија Џексона, када се вратила из куповине са својом најстаријом ћерком Јоландом. Суoчена са трагедијом, Корета је имала потешкоћа да својој деци саопшти да им је отац преминуо. Примила је велики број телеграма са изразима саучешћа, а посебно ју је дирнуо један од мајке Ли Харвија Освалда.
У настојању да припреми своју петогодишњу ћерку Бернис за сахрану, објаснила јој је да ће следећи пут када види свог оца, он бити у ковчегу и да више неће говорити. Када ју је син Декстер упитао када ће се њихов отац вратити, није имала снаге да му каже истину, већ му је рекла да је само тешко повређен. Сенатор Роберт Ф. Кенеди наредио је да се у њиховом дому поставе додатни телефони како би могли да одговоре на велики број позива, а понудио је и авион који би Корету превезао у Мемфис. Дан након атентата, разговарала је са Кенедијем и замолила га да убеди Џеклин Кенеди да са њим присуствује сахрани њеног мужа.
Роберт Ф. Кенеди обећао је Корети да ће јој помоћи „како год може”. Чланови Конференције јужнохришћанског руководства саветовали су јој да не прихвати Кенедијеву понуду, упозоравајући је на његове председничке амбиције. Међутим, она је игнорисала ова упозорења и пристала на његов захтев. 5. априла 1968. године, Корета је стигла у Мемфис да преузме тело свог мужа. Одлучила је да ковчег остане отворен током сахране, у нади да ће њена деца, када виде његово тело, схватити да се он неће вратити кући. Током овог периода, позвала је фотографа Боба Фича, ког је познавала годинама, да документије догађаје. 7. априла 1968. године, бивши потпредседник Ричард Никсон посетио је Корету Скот Кинг и присетио се свог првог сусрета са њеним мужем из 1955. године. Никсон је такође присуствовао сахрани 9. априла 1968, али није ходао у поворци, сматрајући да би учешће у процесији било „позирање”.
8. априла 1968. године, Корета и њена деца предводили су марш са санитарним радницима који је Мартин Лутер Кинг Млађи планирао пре своје смрти. Када су стигли до Сивик Центар Плазе у Мемфису, иако су посматрачи наставили да фотографишу, сви су утихнули када је Корета узела микрофон и обратила им се. Рекла је да, упркос томе што је Мартин често био далеко од своје деце, „његова деца су знала да их тата воли и да је време које је провео са њима било добро потрошено”.
Прелазећи на следећи дан, пре Мартинове сахране, Џеки Кенеди је провела пет минута са Коретом, што је Корета сматрала утешним. Такође, Кингови родитељи су стигли из Алабаме, а Роберт и Етел Кенеди су присуствовали, с тим што је Корета загрлила Етел. Корета и њена заова Кристин Кинг Фарис покушале су да припреме децу за сусрет са Мартиновим телом. По завршетку сахране, Корета је са децом и другим ожалошћеним учествовала у маршу од цркве до Морхаус колеџа, алма матер њеног покојног мужа.

### Рано удовиштво
Два дана након смрти њеног мужа, Корета Скот Кинг је говорила у баптистичкој цркви Ебенезер и дала своју прву изјаву о његовим ставовима од његове смрти. Рекла је да је Мартин Лутер Кинг Млађи рекао њиховој деци: „Ако човек није имао ништа за шта би вредело умрети, онда није способан да живи.“ Она је изнела његове идеале и чињеницу да је можда мртав, али је закључила да „његов дух никада неће умрети.“ Недуго након атентата, Корета је заузела његово место на мировном скупу у Њујорку. Користећи белешке које је написао пре своје смрти, она је конструисала сопствени говор. Корета је пришла афроамеричкој забављачици, певачици, плесачици и активисткињи Џозефини Бекер, предлажући јој да заузме место њеног мужа у Покрету за грађанска права, али је Бекер одбила, наводећи да је њено дванаесторо усвојене деце, познато као „дугино племе“, „превише младо да би изгубило мајку.“
Корета Скот Кинг је на крају проширила свој фокус на женска права, ЛГБТК+ права, економска питања, светски мир и разне друге покрете. Већ у децембру 1968. године, позвала је жене да се „уједине и формирају чврст блок моћи жена за борбу против три велика зла: расизма, сиромаштва и рата“, током говора на Дану солидарности. Кинг је 27. априла 1968. године говорила на антиратним демонстрацијама у Сентрал парку уместо свог мужа. Јасно је ставила до знања да не постоји ниједан разлог „зашто би тако богата нација као што је наша била упропашћена сиромаштвом, болешћу и неписменошћу.“
Користећи белешке извађене из џепова њеног мужа након његове смрти, које су укључивале „Десет заповести о Вијетнаму“, Кинг је наставила да се залаже за мир. 5. јуна 1968. године, Роберт (Боби) Ф. Кенеди је упуцан након што је победио на предизборима у Калифорнији за демократску номинацију за председника Сједињених Америчких Држава. Након његове смрти следећег дана, Етел Кенеди, са којом је Кинг разговарала само два месеца раније, остала је удовица. Корета је одлетела у Лос Анђелес да утеши Етел због Бобијеве смрти. 8. јуна 1968. године, док је Кинг присуствовала сахрани покојног сенатора, Министарство правде је објавило хапшење Џејмса Ерла Реја.
Недуго након тога, домаћинство Кинга је посетио Мајк Волас, који је желео да посети њу и остатак њене породице и види како пролазе током предстојећег Божића. Корета је упознала своју породицу са Воласом и изразила уверење да неће бити другог Мартина Лутера Кинга Млађег, јер он долази „једном у веку“ или „можда једном у хиљаду година“. Наставила је да верује да је њеној деци сада више него икада потребна, али и да постоји нада за искупљење смрти њеног мужа. У јануару 1969. године, Корета Скот Кинг и Бернита Бенет су отпутовале у Индију. Пре доласка у земљу, зауставили су се у Верони у Италији, где је Кинг добила награду Universal Love, постајући прва не-Италијанка која је примила ову награду. Кинг је потом отпутовала у Лондон са својом сестром, снајом и неколико других особа, да проповеда у катедрали Светог Павла, где је постала прва жена која је држала проповед на редовној служби у катедрали.
Као вођа покрета, Кинг је основала Кинг центар за ненасилне друштвене промене у Атланти. Била је председница и извршна директорка центра од његовог оснивања, све док није пренела водство на свог сина, Декстера Скота Кинга. Уклањање себе са руководеће позиције омогућило јој је да се усредсреди на писање, јавно говорење и да проводи више времена са родитељима.
Своје мемоаре, Мој живот са Мартином Лутером Кингом Млађим, објавила је 1969. године. Председнику Ричарду Никсону је саветовано да је не посећује на прву годишњицу његове смрти, јер би то „разљутило“ многе људе. Дана 15. октобра 1969. године, Кинг је била водећи говорник на демонстрацијама Мораторијум за окончање рата у Вијетнаму у Вашингтону, где је предводила гомилу низ Пенсилванија авенију поред Беле куће носећи свеће, а у говору који је уследио осудила је рат у Вијетнаму.
Корета Скот Кинг је такође била под присмотром Федералног истражног бироа од 1968. до 1972. године. Активности њеног мужа биле су праћене током његовог живота. Документи које је прибавила телевизијска станица у Хјустону, у Тексасу показују да се ФБИ бринуо да ће Корета Скот Кинг „повезати покрет против Вијетнама са покретом за грађанска права“. ФБИ је проучио њене мемоаре и закључио да је њена „несебична, великодушна и уљудна“ личност у супротности са „њеним стварним оштроумним, прорачунатим и пословним активностима.“ Портпарол породице Кинг рекао је да су били свесни присмотре, али да нису знали колико је она била опсежна.

## Каснији живот
Сваке године након убиства њеног мужа 1968. године, Корета је присуствовала комеморативној служби у баптистичкој цркви Ебенезер у Атланти како би обележила његов рођендан 15. јануара. Годинама се борила да то буде државни празник. Године 1972. рекла је да би требало да постоји најмање један национални празник годишње у знак почасти афроамеричком човеку, „и, у овом тренутку, Мартин је најбољи кандидат којег имамо.“ Корета Скот Кинг је коначно успела у овој кампањи 1986. године, када је Дан Мартина Лутера Кинга Млађег проглашен савезним празником.
После смрти Џона Едгара Хувера, Кинг није покушала да сакрије своју горчину према њему због његовог рада против њеног мужа у дугој изјави. Корета Скот Кинг је присуствовала државној сахрани Линдона Б. Џонсона 1973. године, као веома блиска пријатељица бившег председника. Кинг је 25. јула 1978. године одржала конференцију за штампу у одбрану тадашњег амбасадора Ендру Јанга и његове контроверзне изјаве о политичким затвореницима у америчким затворима. Дана 19. септембра 1979. године, Кинг је посетила ранч Линдона Б. Џонсона да се састане са Леди Берд Џонсон. Године 1979. и 1980. др Ноел Ерскин и Кинг су заједно предавали наставу на тему „Теологија Мартина Лутера Кинга Млађег” у Теолошкој школи Кандлер (Универзитет Емори). Тед Тарнер је 29. септембра 1980. године најавио да је Корета Скот Кинг потписала уговор где ће бити коментатаор за CNN.
Кинг је 26. августа 1983. године негодовала што је подржала Џесија Џексона за председника, пошто је желела да подржи некога за кога је веровала да може да победи Роналда Регана, и одбацила је идеју да њен муж постане председнички кандидат, да је преживео. Кинг је 26. јуна 1985. године ухапшена са ћерком Бернис и сином Мартином Лутером Кингом III док је учествовала у протесту против апартхејда у амбасади Јужноафричке Републике у Вашингтону.
Када је председник Роналд Реган потписао закон којим се успоставља Дан Мартина Лутера Кинга млађег, Корета Скот Кинг је била присутна. Реган ју је позвао да се лично извини за примедбу коју је изрекао током националне телевизијске конференције, на којој је рекао да ће се за „35 година“ знати да ли је Кинг био симпатизер комуниста или не. Реган је појаснио да су његове примедбе произашле из чињенице да су документи били запечаћени до 2027. године. Кинг је прихватила извињење и истакла да је Одабрани комитет Сената за атентате утврдио да није било никаквих доказа који би сугерисали да је њен муж имао комунистичке везе.
Дана 9. фебруара 1987. године, осам активиста за грађанска права било је ухапшено због протеста против дискриминације Афроамериканаца током снимања шоуа Опре Винфри у Камингу, Џорџија. Опра Винфри је покушала да открије зашто „заједница не дозвољава црнцима да тамо живе од 1912. године“. Кинг је била огорчена због хапшења и желела је да се чланови групе „Коалиција за окончање страха и застрашивања у округу Форсајт“ састану са гувернером Џорџије Џоом Френком Харисом како би „тражили праведно решење ситуације“. 8. марта 1989. године, Кинг је држала предавање стотинама студената о покрету за грађанска права на Универзитету у Сан Дијегу. Кинг је покушала да избегне мешање у полемику око именовања Конгресног центра у Сан Дијегу по њеном супругу. Она је тврдила да је то питање за „људе унутар заједнице“ и да су је људи покушали увући у „такве локалне ситуације“.
Кинг је 17. јануара 1993. године исказала презир према ракетном нападу Сједињених Америчких Држава на Ирак. Као одмазду, предложила је мировне протесте. Дана 16. фебруара 1993. године, Кинг је посетила седиште ФБИ-ја и дала подршку директору Вилијаму С. Сешнсу због тога што је ФБИ „окренуо леђа злоупотребама Хуверове ере“. Кинг је похвалила Сешнса за његово „водство у довођењу жена и мањина у ФБИ, као и за то што је био истински пријатељ грађанских права”. Кинг је признала да не би прихватила овај аранжман да није било Сешнса, тадашњег актуелног директора. 17. јануара 1994. године, на дан обележавања 65. рођендана њеног супруга, Кинг је изјавила: „Ниједна неправда, ма колико велика, не може оправдати чак ни један чин насиља над другим људским бићем.“
У јануару 1995. године, Кубила Шабаз је оптужена за коришћење телефона и прелазак државних граница у завери за убиство Луиса Фаракана. Кинг ју је бранила, рекавши, у цркви Риверсајд у Харлему, да су је федерални тужиоци циљали да окаљају наслеђе њеног оца, Малколма Екса.
Током јесени 1995. године, Кинг је председавала покушајем да се региструје милион афроамеричких гласачица за председничке изборе следеће године, у сарадњи са колегама удовицама Бети Шабаз и Мирли Еверс. Њена ћерка Јоланда поздравила је овај напор у балској сали хотела у Вашингтону. 12. октобра 1995. године, Кинг је говорила о случају убиства О. Џ. Симпсона, негирајући да ће он имати дугорочни ефекат на односе међу расама, током разговора са публиком на Универзитету Сока у Алисо Вијехо, Калифорнија. 24. јануара 1996. године, Кинг је одржала 40-минутни говор на кампусу Лејк Шор, Универзитета Лојола у Роџерс Парку. Позвала је све да „подигну бакљу слободе и поведу Америку ка још једној великој револуцији.“
Дана 1. јуна 1997. године, Бети Шабаз је задобила опсежне опекотине опасне по живот након што је њен унук, Малколм Шабаз, запалио пожар у њиховој кући. Као одговор на хоспитализацију своје дугогодишње пријатељице, Кинг је донирала 5.000 долара у њен фонд за рехабилитацију. Бети Шабаз је умрла 23. јуна 1997. године, три недеље након што је претрпела опекотине. Малколм Шабаз је осуђен на 18 месеци малолетничког притвора због убиства и подметања пожара.
Током 1990-их, Кинг је била изложена бројним провалама и сусрела је Линдона Фицџералда Пејса, човека који је признао да је убио жене у тој области. Он је једном ушао у њену кућу усред ноћи и нашао је док је седела у свом кревету. Након скоро осам година боравка у тој кући, Кинг се преселила у стамбену јединицу која је такође била дом за певаче Елтона Џона и Џенет Џексон. Њен нови дом је био поклон Опре Винфри.
Године 1999, породица Кинг је коначно успела да добије пресуду пороте која је потврдила да је њен муж био жртва завере за убиство, након што је тужила Лојда Џоверса, који је тврдио да је шест година пре тога платио неком другом, а не Џејмсу Ерлу Реју, да убије њеног мужа. 4. априла 2000. године, Кинг је са синовима, ћерком Бернис и снајом посетила гроб свог мужа. Што се тиче планова за изградњу споменика њеном супругу у Вашингтону, Кинг је изјавила да ће тиме „довршити групу споменика у главном граду нације, у част највећих лидера демократије, укључујући Абрахама Линколна, Џорџа Вашингтона, Томаса Џеферсона и сада Мартина Лутера Кинга Млађег.“
Служба националних паркова желела је да обележи сан Мартина Лутера Кинга, али није хтела било какву дискусију о његовом противљењу рату у Вијетнаму или његовој борби да оконча сиромаштво у Америци. Корета Скот Кинг се борила да наследство њеног мужа не буде искривљено и да историја испричана на његовом споменику у Вашингтону буде верна Покрету за грађанска права.
Постала је веганка у последњих 10 година свог живота.

### Опозиција апартхејду
Током 1980-их, Корета Скот Кинг је поново потврдила своје дугогодишње противљење апартхејду, учествујући у низу седећих протеста у Вашингтону, који су подстакли шире демонстрације против расне политике Јужне Африке широм Сједињених Америчких Држава.
У септембру 1986. године отпутовала је на десетодневну посету Јужној Африци. 9. септембра отказала је састанак са председником Питером Вилемом Ботом и Мангосутуом Бутелезијем. Дан касније, срела се са Аланом Боесаком. Руководство Уједињеног демократског фронта (УДФ), заједно са Боесаком и Вини Манделом, запретило је да ће бојкотовати њену посету ако се састане са Ботом и Бутелезијем.
Истог дана, Кинг се сусрела и са Вини Манделом, што је описала као „један од највећих и најзначајнијих тренутака у њеном животу“. У то време, Нелсон Мандела је и даље био затворен у затвору Полсмур, након што је 1982. пребачен са острва Робен. Пре свог путовања у Јужну Африку, Кинг је у Сједињеним Америчким Државама правила паралеле између покрета за грађанска права и случаја Нелсона Манделе.
По повратку у Сједињене Државе, позвала је председника Роналда Регана да одобри економске санкције против Јужне Африке.

### Заговарање мира
Корета Скот Кинг је била дугогодишњи заговорник светског мира. Писац Мајкл Ерик Дајсон назвао ју је „ранијим и оданијим пацифистом од њеног мужа“. Иако се Кинг није слагала са термином „пацифизам“, залагала се за ненасилну директну акцију као средство за постизање друштвених промена.
Године 1957. била је једна од оснивача Комитета за здраву нуклеарну политику (данас познатог као Peace Action). У априлу 1967. године, док је њен супруг говорио у Њујорку, Кинг је одржала говор у Сан Франциску на великом маршу против Вијетнамског рата, који је организовао Пролећни мобилизациони комитет за окончање рата у Вијетнаму.
Током свог живота, Кинг је била гласна у противљењу смртној казни, као и инвазији на Ирак 2003. године.

### ЛГБТК+ равноправност
У августу 1983. године у Вашингтону, Корета Скот Кинг позвала је на измену Закона о грађанским правима из 1964. године, како би чланови ЛГБТК+ популације били укључени као заштићена група.
Након одлуке Врховног суда 1986. године у предмету Bowers v. Hardwick, којом је утврђено да не постоји уставно право на консензуалну содомију, њен дугогодишњи пријатељ Винстон Џонсон из Атланте помогао је у организовању њеног говора на свечаности Фонда за кампању за људска права у Њујорку 27. септембра 1986. године. Како је објављено у New York Native, Кинг је том приликом изразила солидарност са ЛГБТК+ покретом, нагласивши да су ЛГБТ особе „одувек биле део покрета за грађанска права“.
Дана 1. априла 1998. године, на догађају у хотелу Palmer House Hilton у Чикагу, Кинг је позвала заједницу за грађанска права да се придружи борби против хомофобије и дискриминације ЛГБТ особа. Изјавила је: „Хомофобија је попут расизма, антисемитизма и других облика нетрпељивости, јер настоји да дехуманизује велику групу људи, да им ускрати хуманост, достојанство и личност. Ово ствара терен за даљу репресију и насиље које се сувише лако шири на следеће мањинске групе.“
На ручку поводом 25. годишњице Фонда за правну одбрану и образовање Ламбда, 31. марта 1998. године, Кинг је одговорила критичарима који су сматрали да не треба да се бави правима ЛГБТ особа: „Често чујем људе како кажу да не треба да говорим о правима лезбејки и хомосексуалаца и да треба да останем при питањима расне правде. Али подсећам их да је Мартин Лутер Кинг, Млађи, рекао: „Неправда било где је претња правди свуда.” Апелујем на све који верују у сан Мартина Лутера Кинга да направе места за ЛГБТ особе за столом братства и сестринства.“
Сличне ставове поновила је 9. новембра 2000. године на 13. годишњој конференцији Creating Change, коју је организовала Национална радна група за ЛГБТК+ права.
Године 2003. Кинг је позвала Националну радну групу за ЛГБТК+ права да учествује у обележавању 40. годишњице Марша на Вашингтон и говора „Имам сан“, што је било први пут да је ЛГБТК+ организација позвана на значајан догађај афроамеричке заједнице.
Њену сахрану водио је бискуп Еди Лонг, што је изазвало контроверзе. Тадашњи председник Националног одбора за напредак Обојених људи, Џулијан Бонд, одбио је да присуствује, истичући да „једноставно није могао да замисли да би она желела да буде у тој цркви са свештеником који је залуђени хомофоб“.

### Кинг центар
Основала га је 1968. године Корета Скот Кинг, Кинг центар је званични споменик посвећен очувању наслеђа и идеала Мартина Лутера Кинга Млађег, вође ненасилног покрета за правду, једнакост и мир. Већ два дана након сахране свог мужа, Корета Скот Кинг је започела планове за прикупљање 15 милиона долара како би финансирала изградњу меморијала. Улогу извршног директора и председника Кинг центра касније је препустила свом сину, Декстеру Скот Кингу.
У почетку, породица Кинг се суочавала са тешкоћама у прикупљању и архивирању докумената Мартина Лутера Кинга, јер су се налазили на различитим локацијама, укључујући универзитете које је похађао и разне архиве. Још 1967. године, годину дана пре његове смрти, Корета је иницирала акцију окупљања групе присталица како би започели прикупљање његових докумената. Након што је обезбедила финансијска средства из приватног и јавног сектора, 1981. године је завршила изградњу комплекса Кинг центра.
Године 1984. Корета Скот Кинг нашла се на удару критика Хозее Вилијамса, једног од најранијих следбеника њеног мужа. Он је тврдио да она користи Кинг центар за промовисање „аутентичних материјала“ о визијама и идеалима свог супруга, док је одређене производе дисквалификовала као покушај његове комерцијалне експлоатације. Корета је одобрила комплет који је садржао зидни постер, пет фотографија породице Кинг, аудио снимак говора I Have a Dream, књижицу са саветима како обележити Дан Мартина Лутера Кинга и пет разгледница са његовим цитатима. Веровала је да је то аутентичан начин обележавања празника у његову част и одбацила Вилијамсове оптужбе.
У децембру 1987. године, Корета Скот Кинг тужила је алма матер свог мужа, Универзитет Бостон, у спору око права на чување више од 83.000 докумената Мартина Лутера Кинга Млађег. Она је тврдила да ти документи припадају архиви Кинг центра, док је универзитет инсистирао на томе да се поштује Кингова сопствена изјава из 1964. године, дата након што је добио Нобелову награду за мир, у којој је навео да ће његови радови бити похрањени на том универзитету.
Адвокати Корете Скот Кинг тврдили су да та изјава није била правно обавезујућа, истичући да Кинг није оставио тестамент. Корета је такође сведочила да је председник Бостонског универзитета, Џон Р. Силбер, на састанку 1985. године од ње захтевао да универзитету пошаље сва документа њеног мужа, уместо да их они уступе Кинг центру. Она је касније изјавила: „Др Кинг је желео да југ буде место где ће се чувати већина његових радова. Сада, када су библиотека и архиви Кинг центра комплетни и представљају једну од најзначајнијих колекција грађанских права у свету, време је да се ти папири врате кући.“
Дана 17. јануара 1992. године, председник Џорџ Х. В. Буш положио је венац на гроб Мартина Лутера Кинга и том приликом посетио Кинг центар, где се сусрео са Коретом. Она је похвалила његову подршку празнику у част њеног супруга, а на крају церемоније придружила му се у извођењу песме We Shall Overcome.
Међутим, 6. маја 1993. године, суд је одбацио њене тврдње у вези са документима, пресудивши да је Кингово писмо универзитету од 16. јула 1964. године представљало правно обавезујућу добротворну залогу. Према тој одлуци, Мартин Лутер Кинг је остао власник својих докумената све до њихове формалне предаје универзитету као поклон или до своје смрти. Корета је, међутим, тврдила да се њен супруг у међувремену предомислио у вези с тим.
Када је њен син Декстер 1994. године по други пут преузео функцију председника Кинг центра, Корета је добила више времена да се посвети писању, решавању различитих питања и провођењу времена са својим родитељима.

### Корета Скот Кинг Центар за културну и интелектуалну слободу
Године 2005, Корета Скот Кинг дала је сагласност да њено име буде коришћено за оснивање Центра Корете Скот Кинг у њеној алма матер, Антиох колеџу у Јелоу Спрингсу. Овај центар је основан као искуствени ресурс за учење, са циљем да се бави питањима расе, класе, рода, различитости и социјалне правде, како за студенте кампуса, тако и за шире заједнице. Центар је званично отворен 2007. године у оквиру Антиох колеџа.
Мисија центра је дефинисана као: „Центар Корете Скот Кинг олакшава учење, дијалог и акцију у циљу унапређења социјалне правде.“ Његова визија гласи: „Трансформисати животе, нацију и свет неговањем агената промена, сарадњом са заједницама и стварањем мреже за унапређење људских права и социјалне правде.“

## Болест и смрт
До своје 77. године, Корета Скот Кинг је почела да има озбиљније здравствене проблеме. У том периоду, бивша секретарица њеног мужа, Дора Мекдоналд, помагала јој је повремено.
У априлу 2005. године, месец дана након што је одржала говор у Селми поводом 40. годишњице Покрета за гласачка права, хоспитализована је због срчаних проблема. Отпуштена је из болнице на свој 78. рођендан, који је уједно био и њен последњи. Након тога, доживела је неколико мањих можданих удара.
Дана 16. августа 2005, поново је хоспитализована након што је претрпела мождани и блажи срчани удар. У почетку је била непокретна на десној страни тела и није могла да говори. Њена ћерка Бернис известила је 21. августа да је успела да помери ногу, док је њена најстарија ћерка Јоланда изразила уверење да ће се њихова мајка у потпуности опоравити.
Корета је отпуштена из болнице Пијемонт у Атланти 22. септембра 2005. године, након што је повратила способност говора и наставила је физиотерапију код куће. Због здравствених проблема, отказала је бројне говоре и путовања током остатка 2005. године.
Свој последњи јавни наступ имала је 14. јануара 2006. године у Атланти, на свечаној вечери посвећеној сећању на њеног мужа. Дана 26. јануара 2006, примљена је у рехабилитациони центар у Росарито Бичу у Мексику под другим именом. Лекари су тек сутрадан сазнали њен прави идентитет, али због њеног тешког стања нису могли да започну лечење.
Корета Скот Кинг преминула је касно увече 30. јануара 2006. године у рехабилитационом центру у Росарито Бичу у Мексику, у болници Оасис, где је била подвргнута холистичкој терапији због можданог удара и узнапредовалог стадијума рака јајника. Главни узрок њене смрти била је респираторна инсуфицијенција услед компликација од рака јајника.
Клиника у којој је преминула носила је име Болница Санта Моника, али је била лиценцирана као Клиника Санто Томас. Касније су се појавили извештаји да установа није имала законску дозволу за обављање медицинских процедура попут хируршких операција, рендгенских снимака, лабораторијских анализа или управљања интерном апотеком. Установом је управљао контроверзни лекар Курт Донсбах, што је довело до њеног затварања од стране медицинског комесара др Франциска Версе.
Тело Корете Скот Кинг пребачено је из Мексика у Атланту 1. фебруара 2006. године. Њена сахрана, која је трајала осам сати, одржана је 7. фебруара 2006. у Новорођеној мисионарској баптистичкој цркви у Лајтонији, Џорџија. Њена ћерка Бернис Кинг одржала је хвалоспев.
Сахрани су присуствовали бројни високи званичници, укључујући председнике Сједињених Америчких Држава Џорџа В. Буша, Била Клинтона, Џорџа Х. В. Буша и Џимија Картера, као и њихове супруге, са изузетком Барбаре Буш, која је имала претходну обавезу. Породица бившег председника Џералда Форда није присуствовала због његове болести (он је преминуо касније те године). Међу присутнима је био и сенатор и будући председник Барак Обама, као и многи други изабрани званичници. Сахрана је преношена уживо на телевизији.
Председник Џими Картер и свештеник Џозеф Ловери одржали су погребне речи, у којима су били критични према рату у Ираку и прислушкивању породице Кинг.
Корета Скот Кинг је привремено положена у мезар у кругу Кинг центра, где је требала да буде сахрањена док се не изгради њено стално место поред посмртних остатака њеног мужа. Изразила је жељу да њени остаци почивају поред Мартина Лутера Кинга у Кинг центру.
Дана 20. новембра 2006. године, пред пријатељима и породицом, откривен је нови саркофаг у којем су смештена тела обоје, са Кинговим као трећим почивалиштем и Коретиним као другим.

## Породични живот
Мартин Лутер Кинг је своју супругу Корету често називао „Кори“, чак и док су се само забављали. Средином 1964. године, ФБИ је забележио свађу између њих, у којој су се међусобно окривљивали за компликације које су утицале на Покрет за грађанска права. У проповеди из 1965. године, Мартин је признао да је његова секретарица морала да га подсети на рођендан његове супруге и на годишњицу њиховог брака. Током неких периода, многи који су путовали са њим чули су Корету како се расправља са њим преко телефона. Она му је замерила што није позвао да се распита о деци док је био одсутан и што је сазнала да није планирао да је укључи у важне формалне посете, попут оних у Белој кући. Међутим, када је Кинг упао у дубоку депресију након што је пропустио важан лет, Корета му је преко телефона упутила речи утехе: „Верујем у тебе, ако то ишта значи.“
Аутор Рон Рамдин описује да је, упркос свим тешким тренуцима, Кинг увек имао подршку у свом дому и у присуству Корете, чији му је мирни и умирујући глас, нарочито када је певала, пружао снагу. Она је била стена која је чинила темељ њиховог брака и његовог ангажмана на правима и правди, посебно у временима кризе.
Након што је успела да учини Дан Мартина Лутера Кинга Млађег савезним празником, Корета је изјавила да је сан њеног мужа био „да људи свих религија, свих друштвено-економских слојева и свих култура створе глобалну заједницу ослобођену насиља, сиромаштва, расизма и рата, како би могли да живе заједно у ономе што је он назвао вољеном заједницом, или концепту његове светске куће.“
Корета је озбиљно разматрала изазове подизања деце у друштву које је дискриминисало, и често је изражавала неслагање са својим мужем  око финансијских потреба њихове породице.Кингови су имали четворо деце: Јоланду, Мартина III, Декстера и Бернис. Сво четворо је касније кренуло стопама својих родитеља и постали су активисти за грађанска права. Њихова ћерка Бернис је своју мајку често називала „својом омиљеном особом“. Годинама након смрти Мартин Лутера Кинга Млађег, Бернис је истакла да је њена мајка „предводила напоре да се оснује Кинг центар у Атланти као званични живи споменик њеном мужу, а затим је наставила да се бори за установљење националног празника у част његовог рођендана и предводила друге иницијативе. Тако је, у многим аспектима, утрла пут за то да најомраженији човек у Америци 1968. године постане један од најпоштованијих и највољенијих људи на свету.“ Месеци након што је постала председница Кинг центра, разлике са мајком приписиване су Декстеровом раду, који је довео до смањења броја запослених у центру са 70 на 14, као и уклањања центра за бригу о деци који је његова мајка основала. Живела је у малој кући са своје четворо деце.

## Тужбе
Породица Кинг је била критикована због начина на који је управљала имовином Мартина Лутера Кинга Млађег, и то како за време живота Корете, тако и након њене смрти. Породица је 1992. године тужила калифорнијску аукцијску кућу, а адвокати су поднели тужбе против Superior Galleries Вишем суду Лос Анђелеса, тражећи враћање украдене имовине. Поред тога, поднесена је и тужба за одштету због неовлашћеног коришћења те имовине.
Године 1994, USA Today је платио породици 10.000 долара за покривање адвокатских и судских трошкова, као и 1.700 долара накнаде за коришћење чувеног говора „Имам сан“ без претходне дозволе породице. Такође, у новембру 1996. године, CBS је тужио Кингово имање због кршења ауторских права, пошто је мрежа емитовала траку која садржи одломке из тог говора, који је Мартин Лутер Кинг Млађи одржао 1963. године, али није платила породици за лиценцу.
Кинг се 8. априла 1998. састала са државним тужиоцем Џенет Рено, на захтев председника Била Клинтона. Састанак је одржан у Министарству правде, четири дана након тридесете годишњице смрти њеног мужа. Дана 29. јула 1998. године, она и њен син Декстер имали су састанак са званичницима Министарства правде. Следећег дана, помоћник државног тужиоца, Рејмонд Фишер, изјавио је новинарима: „Усмено смо разговарали са њима о томе какав процес ћемо следити да бисмо видели да ли то одговара њиховим забринутостима. И мислимо да би требало, али они разматрају ту опцију.“
Породица Кинг је 2. октобра 1998. поднела тужбу против Лојда Џоверса, након што је јавно изјавио да је био плаћен да ангажује атентатора да убије Мартина Лутера Кинга. Син госпође Кинг, Декстер, састао се са Џоверсом, а породица је тврдила да је хитац који је убио Мартина Лутера Кинга дошао иза густог грмља иза Џимовог роштиља. Адвокати Џејмса Ерла Реја, који је био оптужен за убиство, идентификовали су убицу као Ерла Кларка, полицајца који је био мртав неколико година пре него што су се појавила суђења и тужбе. Џоверс је одбио да идентификује особу за коју је тврдио да је убила Мартина Лутера Кинга, као услугу за коју је потврдио да је покојни убица имао наводне везе са организованим криминалом. Тужбом је породица Кинг захтевала неодређену одштету од Џоверса и других „непознатих завереника“.
Дана 16. новембра 1999. године, госпођа Кинг је сведочила на суду, изражавајући наду да ће се истина о убиству њеног мужа открити. Она је веровала да, иако је Реј можда имао улогу у смрти њеног мужа, није сматрала да је он тај који је заиста починио убиство. Била је први члан породице Кинг који је сведочио на суђењу и напоменула је да породица верује да Реј није деловао сам. Током тог времена, Кинг је позвала председника Била Клинтона да оснује националну комисију за истрагу атентата, верујући да би таква комисија могла значајно допринети међурасном лечењу и помирењу у Америци.

## Наслеђе
Током живота и постхумно, Корета Скот Кинг је била схваћена као особа која се трудила да сачува наследство свог мужа, Мартина Лутера Кинга Млађег. Оснивање Кинг центра у години његовог убиства играло је значајну улогу у тим напорима. Њена борба за очување његовог наслеђа настављена је до њене смрти, када је сахрањена поред њега 7. фебруара 2006. године.
Корета је била блиска са Џеклин Кенеди и Етел Кенеди, јер су све три изгубиле своје мужеве услед атентата. Након убиства Роберта Ф. Кенедија, Корета је путовала у Лос Анђелес да буде са Етел, а заједно су делиле искуство туге и саосећања. Такође, поред свог мужа, Корета је често упоређивана са Мишел Обамом, првом афроамеричком дамом Сједињених Америчких Држава.
Корета се сматра кључном особом у стварању савезног Дана Мартина Лутера Кинга Млађег, који се обележава у свих 50 држава од 2000. године. Прво обележавање овог празника након њене смрти укључивало је говоре, посете гробници и отварање збирке радова Мартина Лутера Кинга Млађег. Њена заова, Кристин Кинг Фарис, истакла је да ће породични напори за очување њеног наслеђа наставити како би она сама желела.
Догађај у Сенату 7. фебруара 2017. године изазвао је контроверзе, када су републиканци оптужили сенаторку Елизабету Ворен да је прекршила правила Сената. Током дебате о номинацији Џефа Сешнса за државног тужиоца, Ворен је цитирала писмо Корете Скот Кинг из 1986. године у којем је она критиковала Сешнса. Ово је довело до тога да Ворен буде искључена из даље дебате, али је наставила да чита писмо уживо преко интернета, чиме је одала почаст Корети и наставила да шири њену поруку.

### У филму
- Сисели Тајсон, у телевизијској мини серији „Кинг ”из 1978. године[143][144]
- Анџела Басет, у телевизијском филму „Бети и Корета” из 2013. године[145][146]
- Кармен Ежого је играла Корету Кинг у HBO филму „Бојкот” из 2001. и филму „Селма” из 2014. године[147][148]

## Признања и почасти
Kорета Скот Кинг била је прималац бројних почасти и признања током свог живота, као и после своје смрти. Многе институције су јој доделиле почасне дипломе, укључујући Универзитет Принстон, Универзитет Дјук и Бејтс Колеџ, а 2004. године добила је награде од своја два алма матера, укључујући Horace Mann награду од Антиох колеџа и награду за изванредног алумнија од Музичког конзерваторијума Нове Енглеске.
Америчко библиотекарско удружење је 1970. године установило медаљу по њеном имену, коју додељује афроамеричким писцима и илустраторима књижевности за децу, као признање за њихов допринос. Такође, 1978. године добила је награду Lucretia Mott од организације Women's Way, која се додељује особама које су показале посвећеност унапређењу жена и правде.
После њене смрти, многе организације и појединци су одали почаст Корети, укључујући председника САД Џорџа В. Буша, Националну радну групу за ЛГБТК+ популацију, Кампању за људска права и Националну коалицију за црну правду. Такође, њен алма матер, Антиох колеџ, такође је одала почаст.
Неке од њених других награда укључују Награду четири слободе за слободу богослужења 1983. године, Кључ живота награду од Националног удружења за напредак Обојених људи, награду Candace за изузетну службу од Националне коалиције 100 црних жена 1987. године, и Златну плочу Америчке академије за достигнућа 1997. године.
Године 2004, Корета Скот Кинг је од владе Индије добила престижну Гандијеву награду за мир, признање за њен допринос промоцији мира и правде. У 2006. години, Јеврејски национални фонд је створио шуму Корете Скот Кинг у региону Галилеје у северном Израелу, као трајни спомен на њен рад за једнакост и мир, као и на рад њеног мужа. Када је сазнала за овај план, Кинг је израелском парламенту писала о значају мира и правде, наводећи да је Мартин Лутер Кинг Млађи своје животне циљеве посветио миру и јединству међу народима, а Израел је, по њеном мишљењу, једно од места где је ова визија посебно важна.
У Атланти, Џорџија, 2007. године отворена је Академија младих жена Корета Скот Кинг, школа која је почела као јавна школа за девојчице 6. разреда, са планом да се прошири до 12. разреда. Школа се фокусира на оснаживање ученица путем образовања, ненасиља и друштвених промена. Тиме се наставила њена посвећеност унапређењу права жена и младих девојака.
У 2007. години, Super Bowl XL био је посвећен сећању на Корету и Розу Паркс, а одата им је почаст минутом ћутања. Деца Корете Скот Кинг и Позе Паркс су помогла Тому Брејдију у церемонијалном бацању новчића, а два хора из Џорџије и Алабаме су пратила Др Џона, Арету Френкин и Арона Невила у певању националне химне.
Корета Скот Кинг је 2009. године уведена у Женску кућу славних Алабаме, а 2011. године и у Националну женску кућу славних.
У јануару 2023. године, у Бостону је откривена скулптура под називом „Загрљај”, која представља четири испреплетене руке, симболизујући загрљај који су Корета Скот Кинг и њен муж Мартин Лутер Кинг Млађи поделили након што је он добио Нобелову награду за мир 1964. године. Ова скулптура је део обележавања сећања на њихов допринос миру и правди.

### Резолуције Конгреса
Након смрти Корете Скот Кинг, широм света су се одржавали тренуци размишљања, сећања и туговања. У Сенату Сједињених Америчких Држава, вођа већине Бил Фрист представио је Резолуцију Сената 362 у име свих америчких сенатора. Поподне је било испуњено тренуцима поштовања и сећања на њен допринос широм Капитола Сједињених Америчких Држава.
31. августа 2006. године, након тренутка ћутања у знак сећања на смрт Корете Скот Кинг, Представнички дом Сједињених Држава усвојио је Резолуцију 655, којом је одата почаст њеном наслеђу. У необичној акцији, ова резолуција је укључивала петодневни период у којем су се могле додати додатне почасти и коментари о њеном животу и раду.